# Santuário São Paulo da Cruz (Belo Horizonte)
O Santuário São Paulo da Cruz é uma Igreja Católica localizada no bairro do Barreiro, em Belo Horizonte, Minas Gerais.

## História
Sua história começou com os religiosos da Congregação da Paixão de Jesus Cristo - também conhecida como Passionistas, que chegaram ao Barreiro no ano de 1954. A construção da igreja matriz foi iniciada em 1961, terminando-se a cobertura em 1964. A fachada e a torre foram inauguradas em 1972.
A matriz de São Paulo da Cruz foi elevada a Santuário no ano de 2003 - momento especial, quando os Passionistas comemoraram 50 anos de vida missionária no Espírito Santo e em Minas Gerais, sempre com a missão de anunciar o amor de Deus, manifestado na paixão e morte de Cristo.

## Características
O Santuário é a referência da religiosidade local, o ‘coração católico do Barreiro’.
A igreja possui um sino que toca sempre no começo de cada hora, tocando o número de vezes equivalente ao número de horas que são. O sino também toca repentinamente em festas religiosas.
Na frente do templo, há uma praça com a estátua de São Paulo da Cruz.